# Claudia Bosse

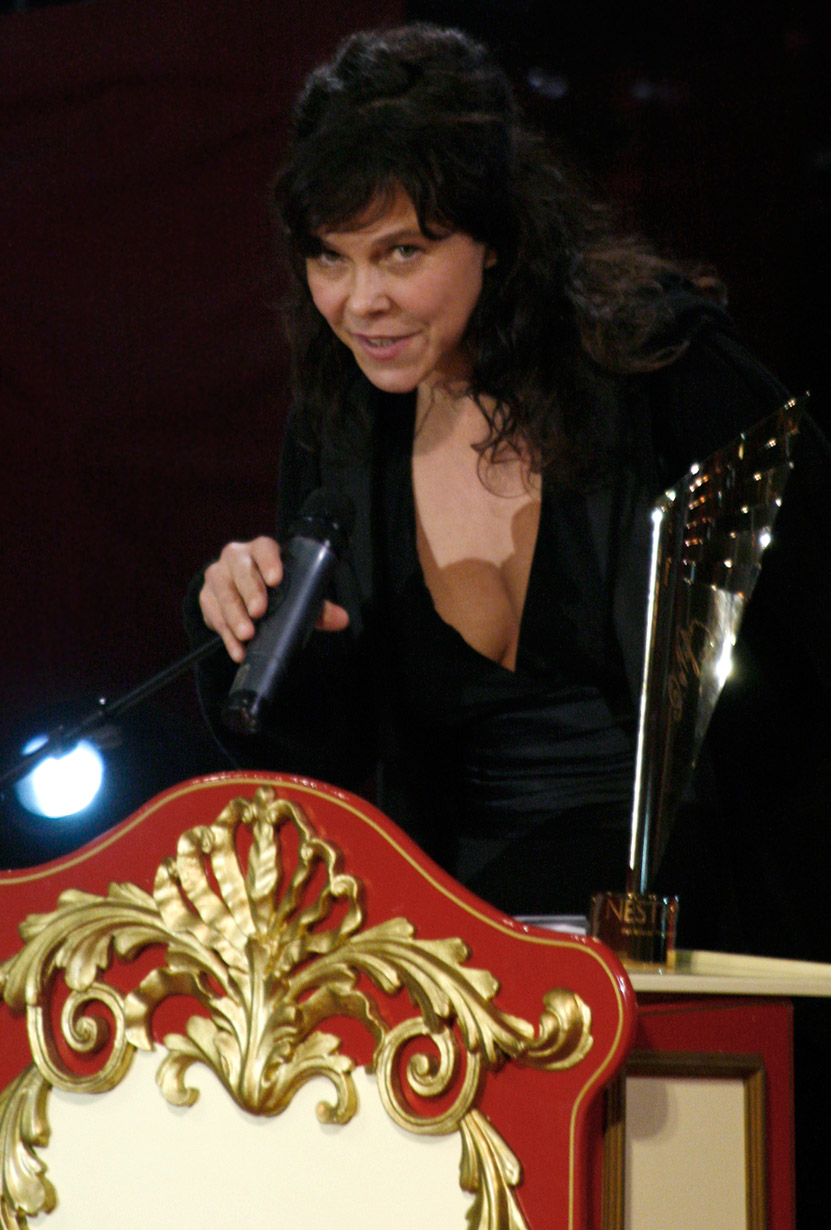
Claudia Bosse (Nestroy -Theaterpreis 2009)

Claudia Bosse (* 1969 in Salzgitter-Bad) ist eine deutsche Regisseurin, Künstlerin und Choreographin.

## Leben
Claudia Bosse studierte Regie an der Hochschule für Schauspielkunst „Ernst Busch“ Berlin. Es folgten Inszenierungen und theatrale Installationen, Interventionen im öffentlichen Raum in Berlin, Beirut, Kairo, Brüssel, Düsseldorf, Prag, Hamburg, Krems, Jerusalem, Genf, Wien, New York, Tunis, Podgorica (Montenegro), Graz und Jakarta. Sie erhielt Lehraufträge und gab Publikationen zu ihren Regiearbeiten und Installationsprojekten heraus.
1996 war sie Mitbegründerin des theatercombinat und dessen künstlerische Leiterin. Von 2006 bis 2008 arbeitete Bosse als feste Gastregisseurin am Théâtre du Grütli in Genf. Dort inszenierte sie z. B. Phèdre (Racine/Seneca). Bosse inszenierte im Rahmen des Festivals „Theaterformen“ die antike Tragödie Die Perser von Aischylos in Braunschweig. Ins Zentrum dieser Inszenierung stellte Bosse den Chor, den sie aus 500 Bürgern Braunschweigs und Umgebung bildete. 2009 folgte die Inszenierung von „2481 desaster zone“, ein Hybrid aus vier Tragödien mit der Uraufführung in Wien. Seit 2010 entwickelt sie eine Serie politischer Hybride mit den Arbeiten „vampires of the 21st century oder was also tun?“ (2010/11) in Düsseldorf, Wien und New York sowie „dominant powers. was also tun?“ (2011/12) in Wien und Tunis.
Im Rahmen ihres Arbeitszyklus „(Katastrophen 11/15) Ideal Paradise“ bewegen sich die Arbeiten und Vorstellungen aus den Bereichen Choreographie, Theater und Installation aus dem Weltmuseum Wien heraus („the second step to Ideal Paradise“) in den Stadtraum („Urban Laboratory Ideal Paradise“), in den Theaterraum des Tanzquartiers „Ideal Paradise Clash“ und wieder in die Stadt („Ideal Paradise“). Das Material dieses mehrjährigen Arbeitsprozesses wurde mit „the last Ideal Paradise“ in Düsseldorf (2016) und Essen im Rahmen der deutschen Tanzplattform (2018) sowie in Jakarta, Indonesien (2020) verknüpft.
Seit 2011 arbeitete Bosse verstärkt im bildnerischen Bereich, etwa mit „Explosion of Silence“ für die Prager Quadriennale 2011 und „der raum der raum das bild das bild das bett der baum und die entblößung der leiber“ für das Leopold Museum, Wien.

## Zitat
„Es geht um das Schaffen von Räumen, Öffentlichkeit und Möglichkeitsräumen sowie das Erhalten von künstlerischer Handlungsfähigkeit. Handlungsfähigkeit und Vielschichtigkeit in der Hoffnung, dass die Dinge sich verknüpfen, anders bündeln oder Formate initiieren, die sich verselbständigen und die man neugierig beobachten und weiterverfolgen kann.“

## Werkverzeichnis
Ein Werkverzeichnis enthält der Band 7 der Publikationsreihe Postdramatisches Theater in Portraits, die von der Kunststiftung NRW herausgegeben wird und die im Berliner Alexander Verlag erscheint. Das Werkverzeichnis umfasst die Jahre von 1996 bis 2022.

## Inszenierungen/Choreographien (Auswahl)
- 2017/18: Poems of the Daily Madness, Komposition Günther Auer, Favoriten Festival Bochum[16], Nordbahnhalle Wien[17]
- 2018: the last Ideal Paradise, deutsche Tanzplattform Essen[18]
- 2019: Thyestes Brüder! Kapital anatomie einer rache, Seneca und Marx, FFT Düsseldorf[19], theatercombinat Wien[20]
- 2020: last Ideal Paradise, Jakarta (eingeladen vom Goethe-Institut Jakarta)[21]

### Arbeitszyklus „(Katastrophen 11/15) Ideal Paradise“
Seit 2014 gestaltete Bosse mehrere Arbeitszyklen, unter anderem im Tanzquariter Wien, Weltmuseum Wien in Düsseldorf, Mannheim, 2015 beim Donaufestival Krems und 2016 beim Explore Festival Bukarest.

### Arbeitszyklus Politische Hybride
- 2010/11: vampires of the 21st century oder was also tun?, Watermill Center New York[28], FFT Düsseldorf[29], theatercombinat Wien[30]
- 2011/12: dominant powers oder was also tun?, Journées théâtrales de Carthage Tunis[31], theatercombinat Wien[32], Eurokaz Zagreb[33]
- 2012/13: designed desires, FFT Düsseldorf[34], Wien

### Arbeitszyklus Tragödienproduzenten
- 2006/08: Die Perser von Aischylos, Übersetzung Heiner Müller Staatstheater Braunschweig[35], Festival Theaterformen Théâtre du Grütli Genf[36], Wien
- 2007: Coriolan, Remise Breitensee Wien[37]
- 2008/09: Phèdre, Théâtre du Grütli Genf[38], Schauspielhaus Wien[39]
- 2008/09: Bambiland, öffentlicher Raum Wien[40], Düsseldorf[41]
- 2009: 2481 desaster zone, Ankerhalle Wien[42][43]

### Arbeitszyklus Organismus - Poetik der Relationen
- 2020: Oracle and Sacrifice, tanzquartier Wien[44]
- 2022: Oracle and Sacrifice in the Woods, Wien[45]
- 2023: Bones and Stones, tanzquartier Wien[46], Metropolis, Kopenhagen[47]
- 2023: Bones and Stones in the Landscape, Symposion Lindabrunn[48]

### Arbeitszyklus Haunted Landscape/s
- 2024: Haunted Landscape/s, theatercombinat Wien[49]
- 2024: Haunted Landscapes or the Breathing out of Earth, tanzquartier Wien[50]

## Urbane Interventionen
- 2002: Schlaf gegen Düsseldorf, Theater der Welt[51]
- 2005. palais donaustadt, Stadtraum Wien[52]
- 2007: turn terror into sport, Maria Theresienplatz Wien mit Tanzquartier[53]
- 2011: The Tears of Stalin, Quadriennale Prag[54]
- 2013: Galerie Royale Centrale, Festival Trouble Brüssel[55]
- 2015: urban laboratory Ideal Paradise, theatercombinat im Stadtraum Wien[56]
- 2017: applied poetics in urban space, Stadtraum Kiew[57]
- 2017: Reenacting the Archive – part 1, Stadtraum Düsseldorf[58]
- 2017: Explosion der Stille – a silent chorus, Stadtraum Wien[59]
- 2018: Witnessing of the Trees, MiTsp und Museo de migracao Sao Paulo[60]
- 2018: 168 stunden – a tribute to everyday life and franz erhard walther, Tanzquartier Wien[61]
- 2023: Concrete Wonder, Wien[62]
- 2024: Haunted Landscape on an unseen wasteland, Wien[63]

## Installationen
- 2011–2012: Der Raum der Raum das Bild das Bild das Bett der Baum und die Entblößung der Leiber, Leopoldmuseum Wien[64]
- 2012: Burning Beasts, Frankfurter Kunstverein und Stadtraum[65]
- 2013: Thoughts meet Space / beirut, Ashkal Alwan Beirut[66]
- 2014: Thoughts meet Space / athens, Bhive Athen[67]
- 2015: Thoughts meet Space / cairo, Hotel Viennoise Kairo[68]
- 2015: a second step to Ideal Paradise, Weltmuseum Wien[69]
- 2018: Following the Trace, Wien[70]
- 2022: Entanglement with a haunted forest, Mahler Forum am Wörthersee[71]